# Buccinum undatum
Pour les articles homonymes, voir Bourgot, Buccin et Bulot.
Espèce
Le Buccin commun (Buccinum undatum), appelé buccin, gros buccin, bourgot ou bulot, est une espèce de mollusques gastéropodes prosobranches marins, très apprécié à titre de fruits de mer et sur plateau de fruits de mer.

## Noms vernaculaires
Comme bien d'autres animaux marins, il porte de nombreux noms variant en fonction des régions.

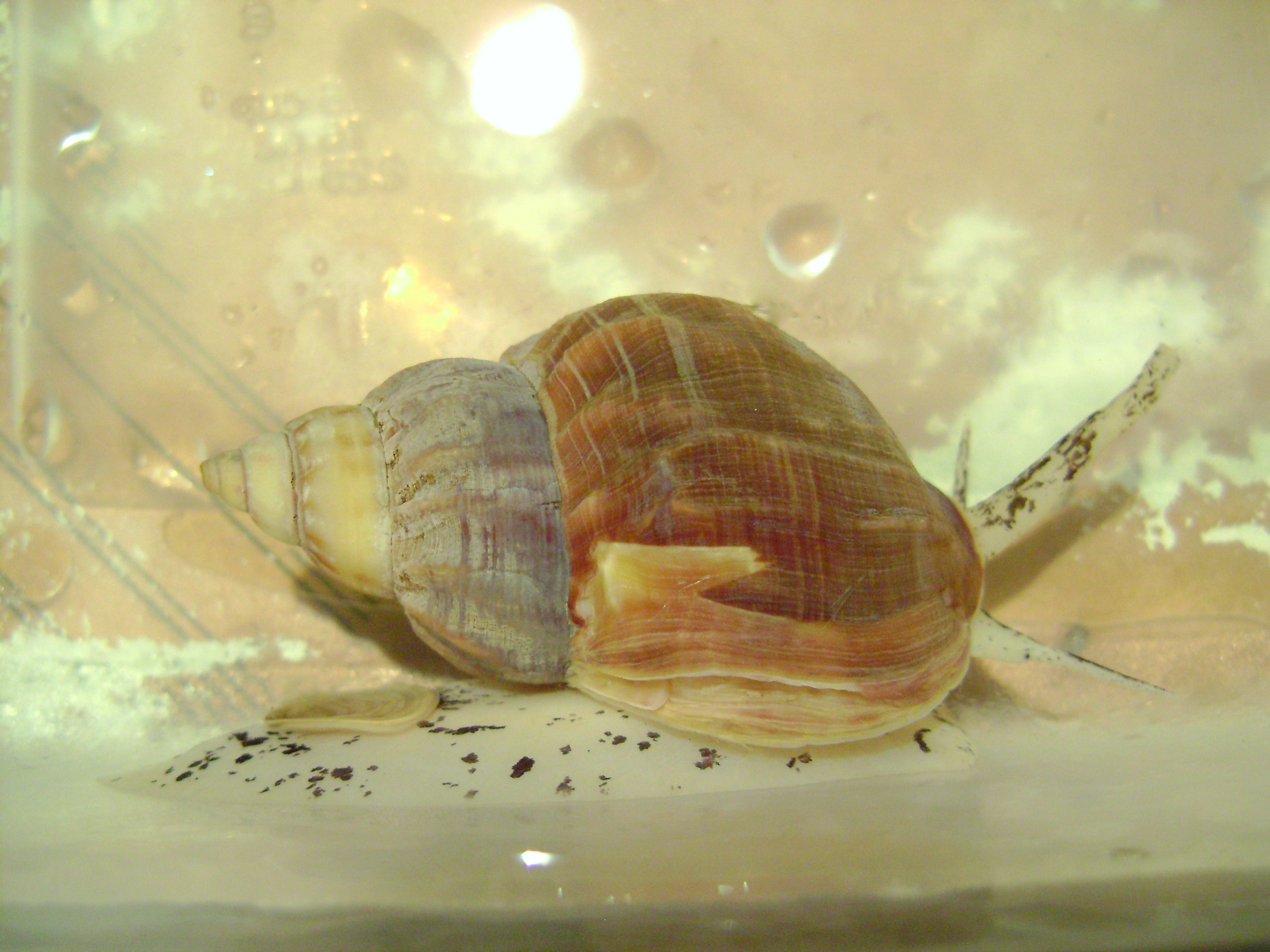
Buccin commun (Buccinum undatum). Avec l'opercule à gauche, et le siphon et les deux tentacules à droite.

Il partage avec d'autres gastéropodes les noms vernaculaires de buccin ou bulot (emprunt au flamand  wulloq, signifiant « spirale », probablement francisé par des pêcheurs français sous la forme bulot) ; il est aussi appelé buccin comestible, buccin commun, buccin commun du Nord, buccin ondé, escargot de mer, gros bigorneau, pilot, trompette de mer ; chanteur dans la Somme, calicoco dans le Cotentin, ran à Granville, torion à Cancale, killog dans le Finistère, bavoux à Barfleur, burgaud morchoux aux Sables-d'Olonne, ou encore bourgot au Québec.
En France, la Direction générale de la Concurrence, de la Consommation et de la Répression des fraudes ne reconnait sous le nom de « bulot » que cette espèce, parmi celles de la famille des Buccinidae.

## Répartition
On le trouve dans l'Atlantique jusqu'au nord du Canada et jusqu'à la Sibérie. Il est remplacé en Méditerranée par deux espèces proches (qui portent parfois le même nom) : Buccinum humphreysianum (Bennet, 1824) et Buccinulum corneum (Linnaeus, 1758).

## Description

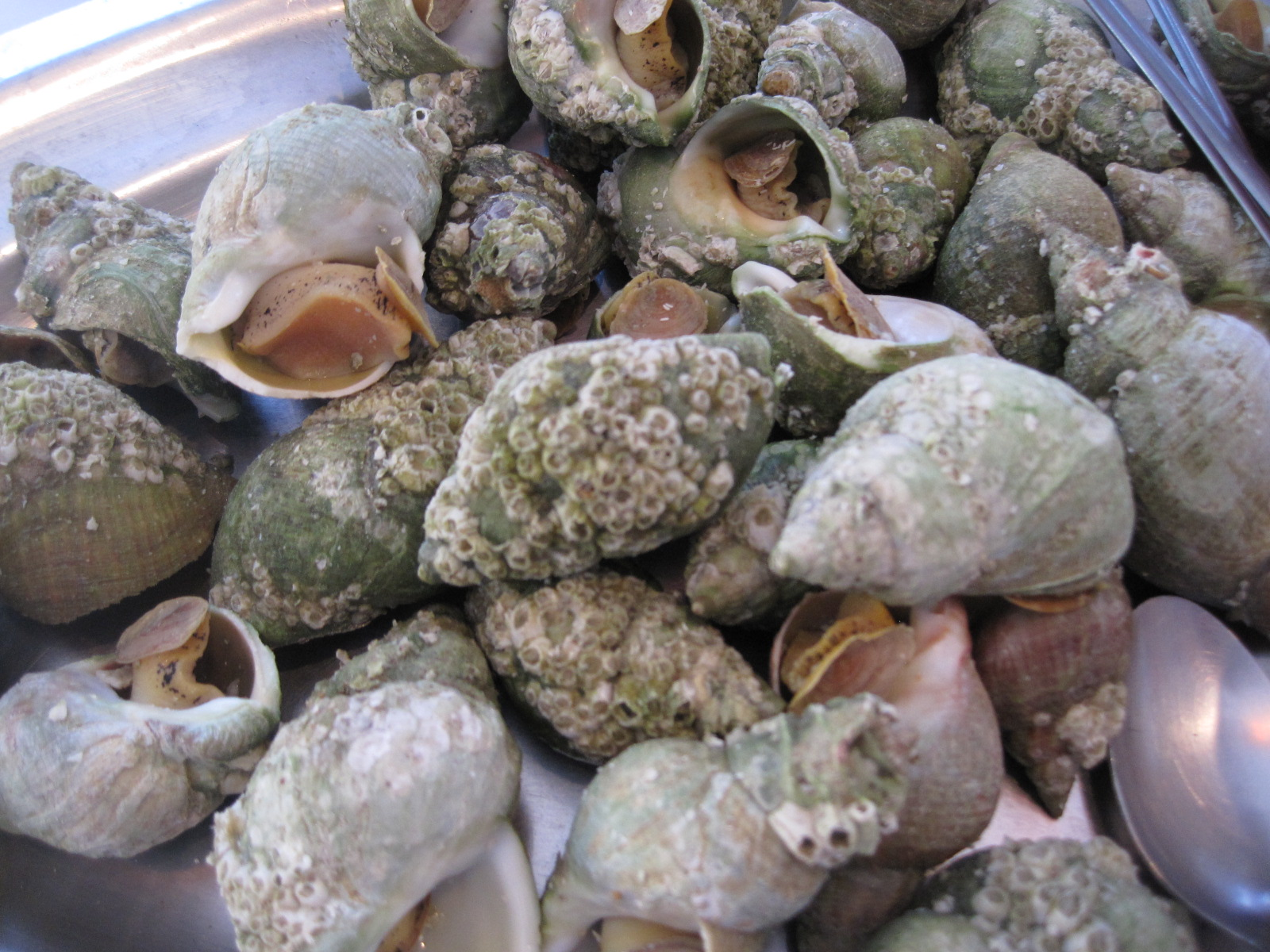
Bulots cuits au court-bouillon.

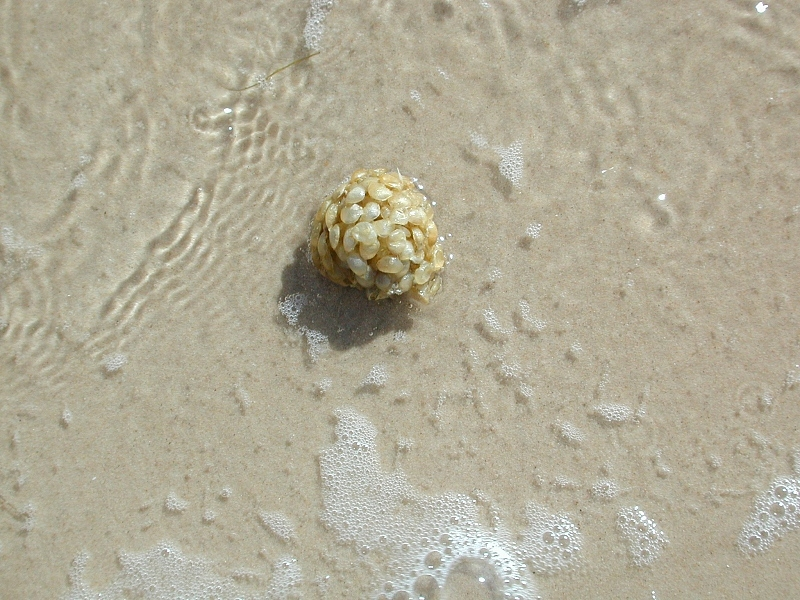
Les paquets d'œufs des buccins, formés de nombreuses capsules nidamentaires, sont désignés sous le nom de « savon de mer », en référence à leur emploi par les marins pour se laver les mains.

Le pied du gastéropode est très développé et constitue la partie comestible de l'animal. Il devient adulte à 4 ans et peut vivre plus de 10 ans ; sa taille à 4 ans est de 5,5 cm, elle peut dépasser 10 cm pour les sujets les plus âgés. Un animal adulte pèse environ 20 grammes.
Son régime est principalement nécrophage et il mange des cadavres de poissons ou de crabes. Il est attiré par les cadavres grâce à certaines molécules aminées que ceux-ci dégagent et qui sont perçues par le buccin au moyen d'un organe sensoriel, l'osphradie.
La pêche se fait au casier. La Normandie est la première région productrice. Le « Bulot de la baie de Granville » est une indication géographique protégée (IGP) depuis février 2019.

## Pressions, menaces sur l'espèce
Cette espèce est vulnérable à la surpêche, mais aussi à la pollution marine et notamment à certains organostanniques dont le tributylétain (TBT) responsables d'imposex chez le bulot (comme chez d'autres mollusques marins) ; des doses infimes de TBT transforment des femelles en mâles ou les masculinisent assez pour empêcher la bonne reproduction de l'espèce.

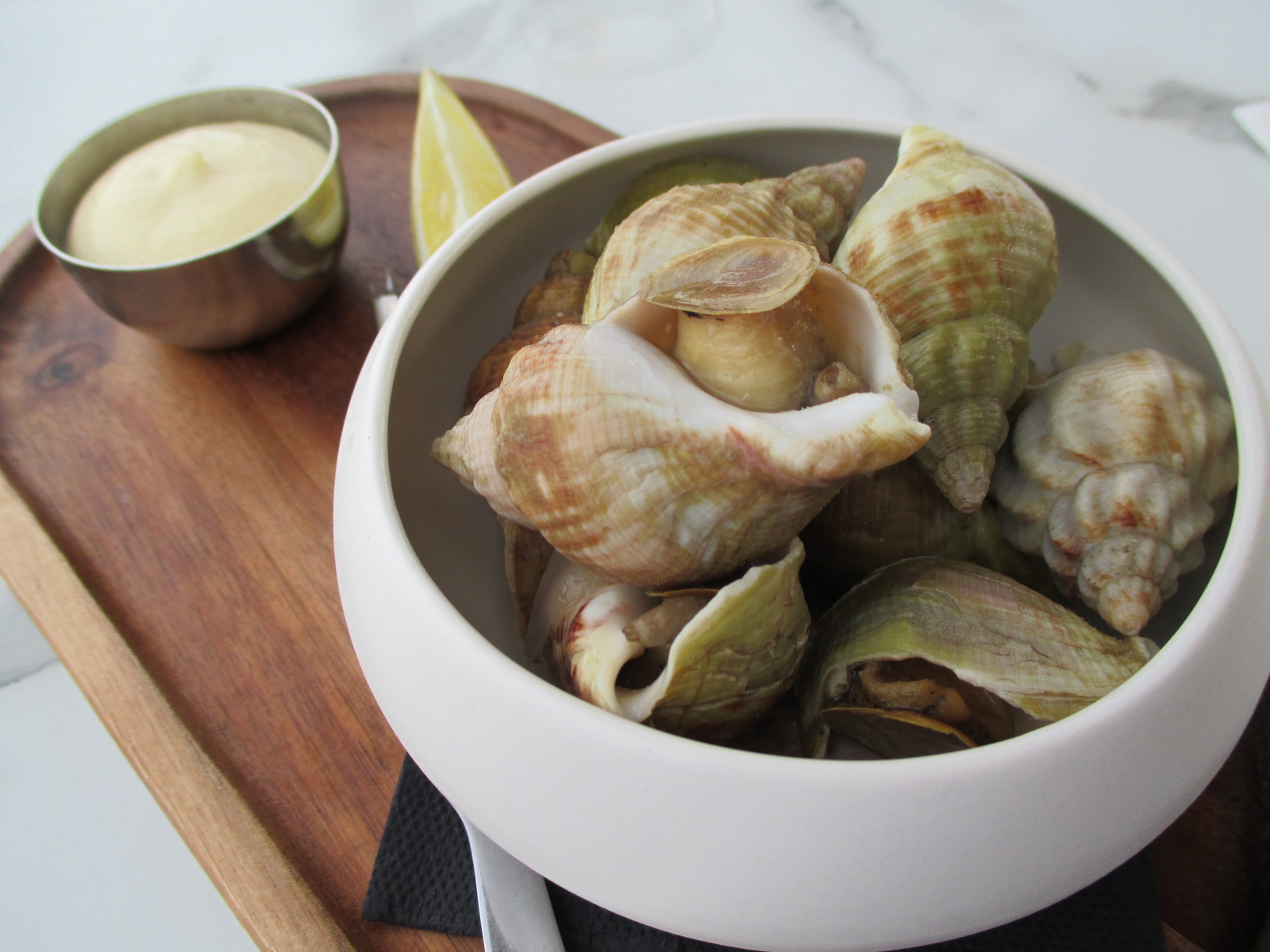
Dégustation de bulots, citron et mayonnaise.

## Gastronomie
Cuits au court-bouillon, et riches en iode, les bulots sont particulièrement appréciés à titre de fruits de mer et sur plateau de fruits de mer.

## Philatélie
Cette espèce figure sur une émission d'Islande de 1982 (valeur faciale : 20 a) ainsi que sur une émission des îles Féroé de 2002.